# Lucio Boezio
Lucio Boezio O.S.B.Vall. (nascido em Roma, Itália — falecido em c. 1144) foi um cardeal italiano da Igreja Católica.

## Biografia
Lucio nasceu em Roma, na Itália. Ainda jovem, ingressou na Ordem dos Valombrosanos, que pertence à família dos Beneditinos.
Foi ordenado sacerdote e posteriormente criado cardeal-diácono dos Santos Vito, Modesto e Crescência pelo Papa Inocêncio II no consistório de 1130.
Mais tarde, foi nomeado cardeal-presbítero de São Clemente.
Lucio Boezio morreu por volta de 1144.